# Gymnopleurus sturmii
Gymnopleurus sturmi es una especie de coleóptero de la familia Scarabaeidae.

## Distribución geográfica
Habita en el paleártico: Europa central y meridional, Oriente Próximo y África del Norte.
Calificada como casi amenazada en el Libro Rojo de los Invertebrados de Andalucía.